# Station Vijfhuizen (Nederland)
Station Vijfhuizen is een voormalig spoorwegstation aan de spoorlijn Aalsmeer - Haarlem. Het station, van het Standaardtype HESM, werd geopend op 2 augustus 1912 en gesloten op 1 januari 1936.
Het stationsgebouw werd in 1911 gebouwd. Het is na de sluiting ingericht als woonhuis. Bij het station behoorden dubbele wachterswoning, genummerd 10A en 10B en brugwachterswoning 11. Deze zijn in 1911-1912 gebouwd. De dubbele wachterswoning 10A en 10B is nog bewoond, de brugwachterswoning is in januari 2014 gesloopt.

## Afbeeldingen

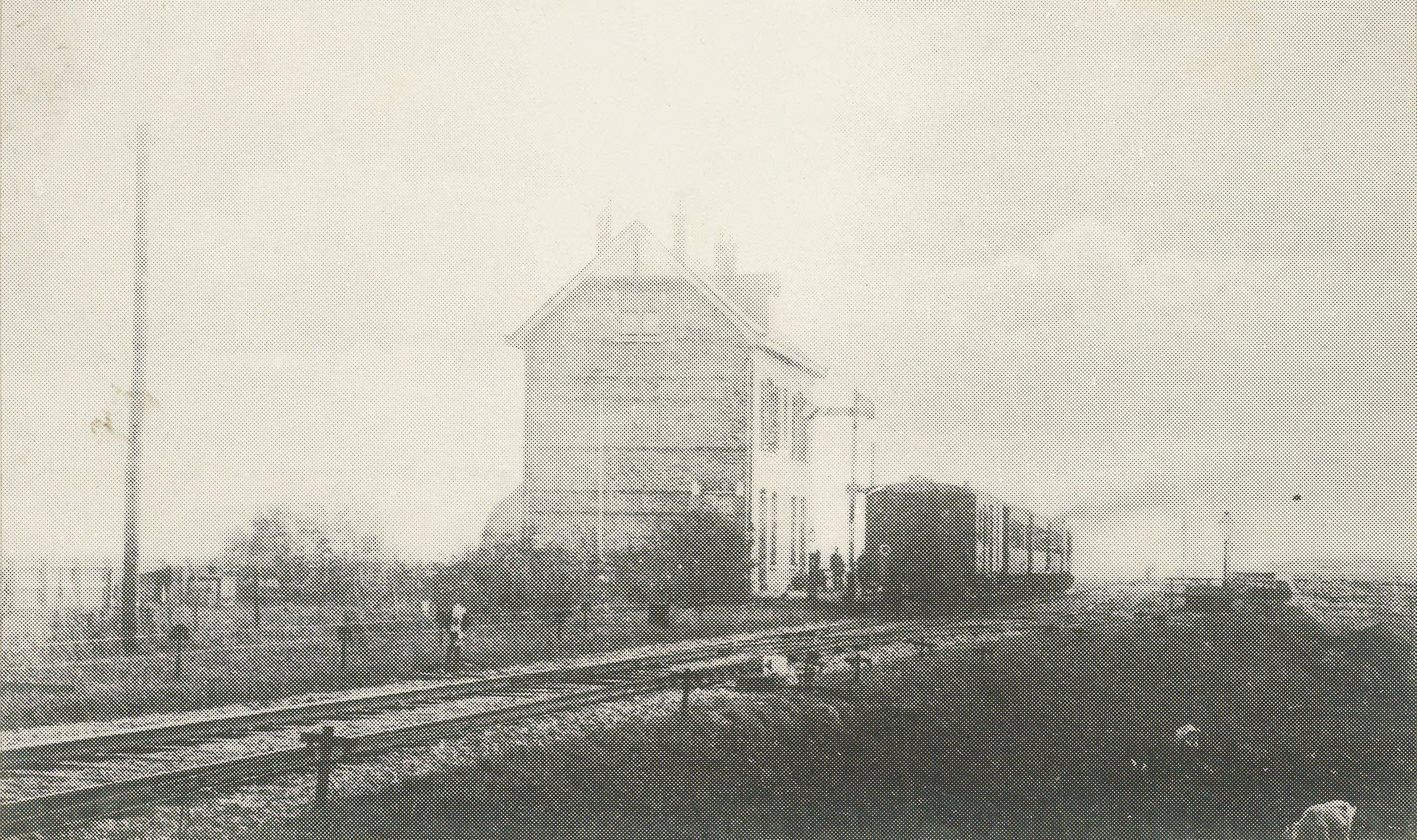
Station de jaren 10.
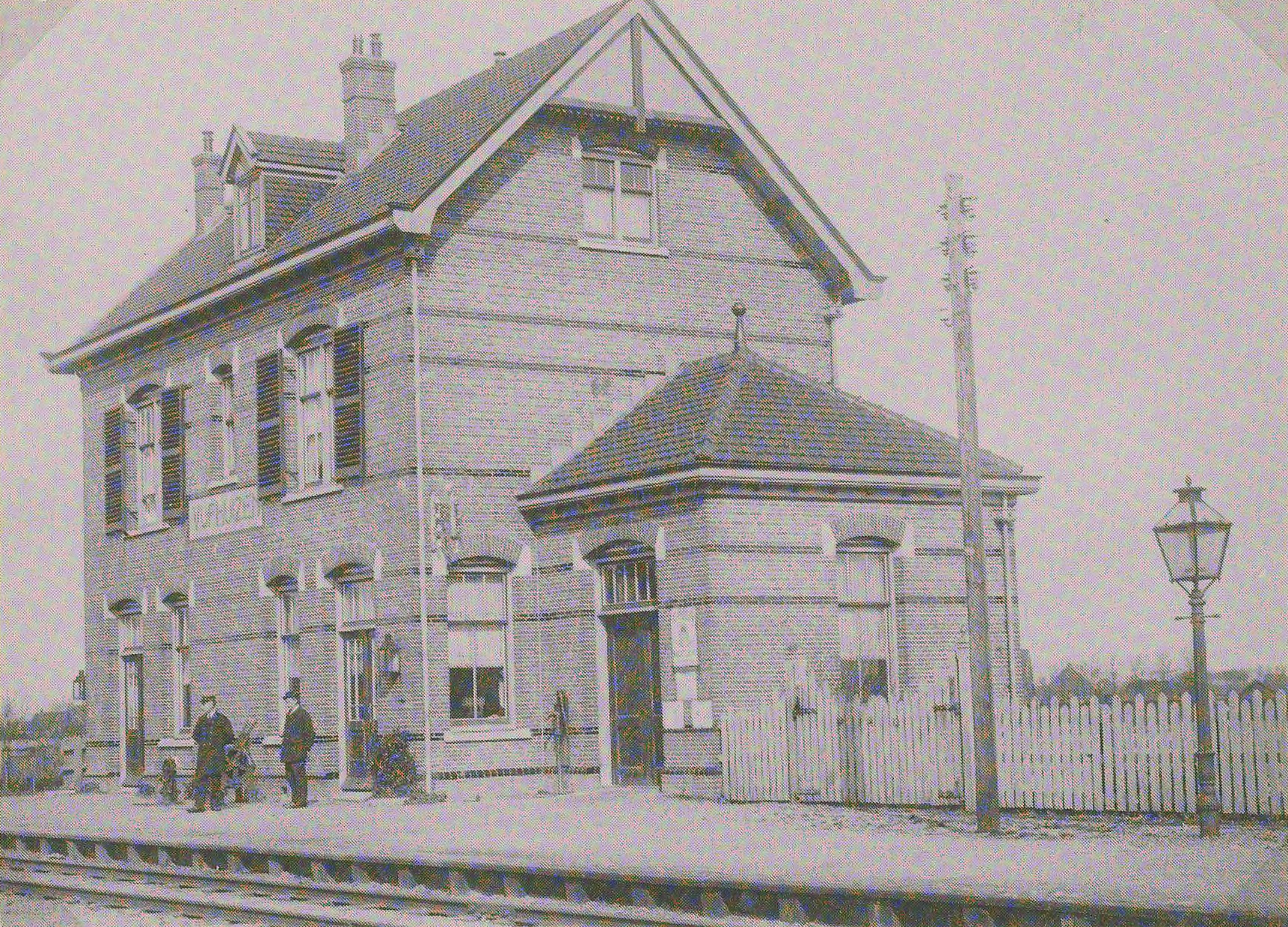
Station de jaren 10.
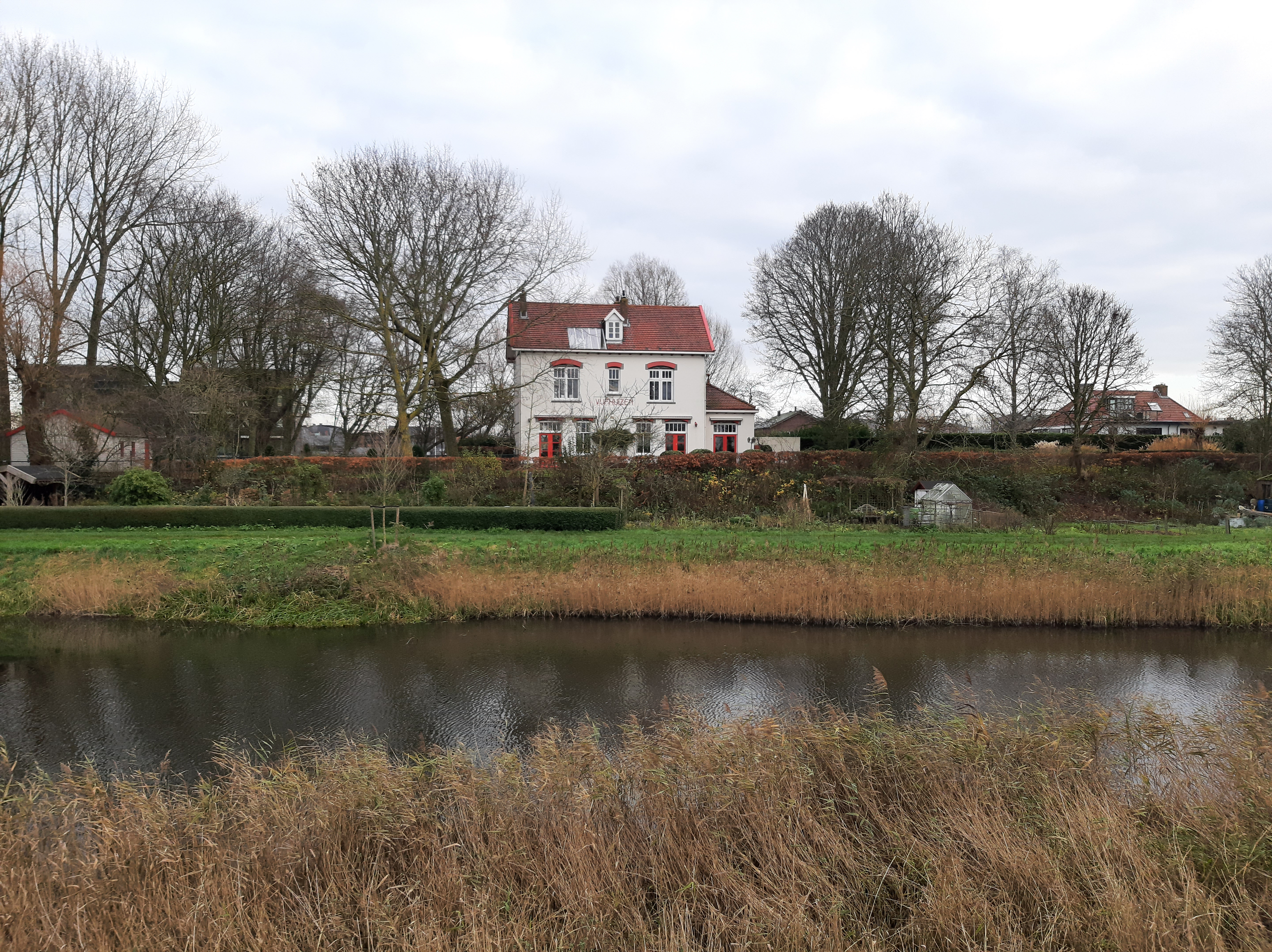
Het station gezien vanaf het Liniepad anno 2024.